# Powiat otwocki

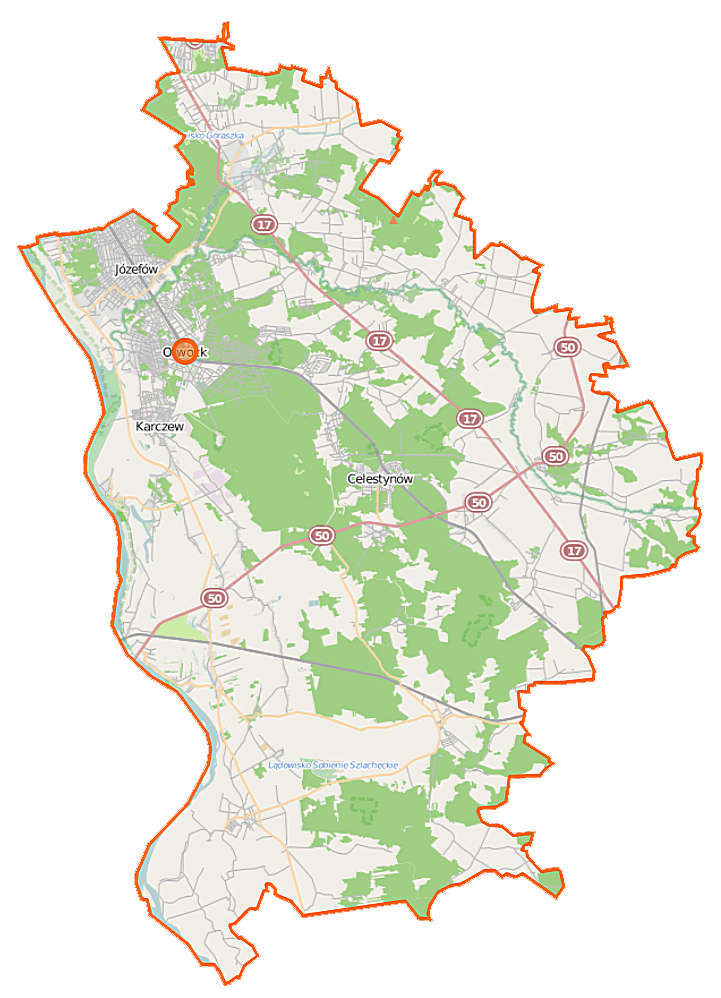
Mapa powiatu

Powiat otwocki – powiat w Polsce (województwo mazowieckie), reaktywowany w 1999 roku w ramach reformy administracyjnej. Jego siedzibą jest miasto Otwock.
Według danych z 31 grudnia 2019 roku powiat zamieszkiwały 124 352 osoby. Natomiast według danych z 30 czerwca 2020 roku powiat zamieszkiwało 124 460 osób.

## Podział administracyjny
W skład powiatu wchodzą:
- Gminy miejskie: Józefów, Otwock
- Gminy miejsko-wiejskie: Karczew, Osieck
- Gminy wiejskie: Celestynów, Kołbiel, Sobienie-Jeziory, Wiązowna
- Miasta: Józefów, Otwock, Karczew, Osieck

Największe gminy powiatu według liczby mieszkańców
| Miejscowość      | Liczba ludności (grudzień 2019) |
| ---------------- | ------------------------------- |
| Otwock           | 44 635                          |
| Józefów          | 20 724                          |
| Karczew          | 15 899                          |
| Wiązowna         | 13 108                          |
| Celestynów       | 11 732                          |
| Kołbiel          | 8 230                           |
| Sobienie-Jeziory | 6 388                           |
| Osieck           | 3 636                           |

## Historia
Powiat otwocki został powołany dnia 1 stycznia 1958 roku w województwie warszawskim w miejsce zniesionego powiatu miejsko-uzdrowiskowego Otwock z charakterystycznym podziałem na dzielnice. Utworzono go z obszaru 4 dzielnic, 4 osiedli i 8 gromad, które wyłączono z trzech powiatów (jednego zniesionego i dwóch ościennych) w tymże województwie:
- ze zniesionego powiatu miejsko-uzdrowiskowego Otwock:
  - obszary zniesionych dzielnic Celestynów, Halinów, Ostrowiec[6] i Wiązowna[7]
  - nowo utworzone osiedla[8] Józefów, Karczew, Sulejówek[9] i Wesoła[10]
- z powiatu garwolińskiego:
  - gromady Osieck, Warszawice, Sobienie-Jeziory i Szymonowice Duże[11]
- z powiatu mińskiego:
  - gromady Glinianka, Kąty, Kołbiel i Sufczyn

Stolica powiatu Otwock nie wchodziła w jego skład, stanowiąc odrębny powiat miejski.
31 grudnia 1959 roku prawa miejskie (utracone w 1870 roku) odzyskał Karczew, 18 lipca 1962 roku status miasta otrzymały osiedla Józefów i Sulejówek a 1 stycznia 1969 roku w poczet miast zaliczono także Wesołą.
1 stycznia 1973 roku zniesiono gromady i osiedla, a w ich miejsce reaktywowano gminy. Powiat otwocki podzielono na 4 miasta (Otwock w dalszym ciągu stanowił odrębny powiat miejski) i 6 gmin:
- miasto Józefów, Karczew, Sulejówek i Wesoła
- gminy Celestynów, Karczew, Kołbiel, Osieck, Sobienie-Jeziory i Wiązowna

Jednocześnie (1 stycznia 1973) z powiatu otwockiego do powiatu mińskiego przełączono obszary 17 sołectw (oraz z miasta Sulejówka – Długą Szlachecką), które ustanowiły główną część odtworzonej gminy Halinów w powiecie mińskim (osiemnaste sołectwo Teresław przyłączono do gminy Dębe Wielkie). Równocześnie z powiatu mińskiego wyłączono sołectwa Dobrzyniec, Oleksin, Rudno i Rudzienko, które włączono do gminy Kołbiel w powiecie otwockim.
9 grudnia 1973 roku z gminy Halinów w powiecie mińskim wyłączono miejscowość Długa Szlachecka i włączono ją do miasta Sulejówek w powiecie otwockim.
Po reformie administracyjnej obowiązującej od 1 czerwca 1975 roku główną część terytorium zniesionego powiatu otwockiego (łącznie z Otwockiem) włączono do nowo utworzonego województwa stołecznego warszawskiego; jedynie gminy Kołbiel, Osieck i Sobienie-Jeziory znalazły się w nowym województwie siedleckim.
1 stycznia 1992 roku z gminy Wiązowna wyłączono wieś Aleksandrów i przyłączono ją do dzielnicy-gminy Praga-Południe (w Warszawie) a miasto Karczew i gminę wiejską Karczew połączono we wspólną gminę miejsko-wiejską. 27 listopada 1996 roku miasta Józefów, Otwock, Sulejówek i Wesoła określono jako gminy miejskie.
Wraz z reformą administracyjną z 1999 roku powiat otwocki został przywrócony w nowym województwie mazowieckim. W porównaniu z granicami z 1975 roku powiat zmniejszono o gminy miejskie Sulejówek i Wesoła, które początkowo znalazły się w powiecie mińskim w tymże województwie; 1 stycznia 2002 roku zostały przejściowo przyłączone do powiatu warszawskiego, po czym wraz z jego zlikwidowaniem 27 października 2002 roku, Wesoła stała się dzielnicą Warszawy, a Sulejówek powrócił do powiatu mińskiego.
1 stycznia 2004 roku przeprowadzono wymianę niektórych obrębów ewidencyjnych pomiędzy gminą Karczew i Otwockiem.

## Demografia

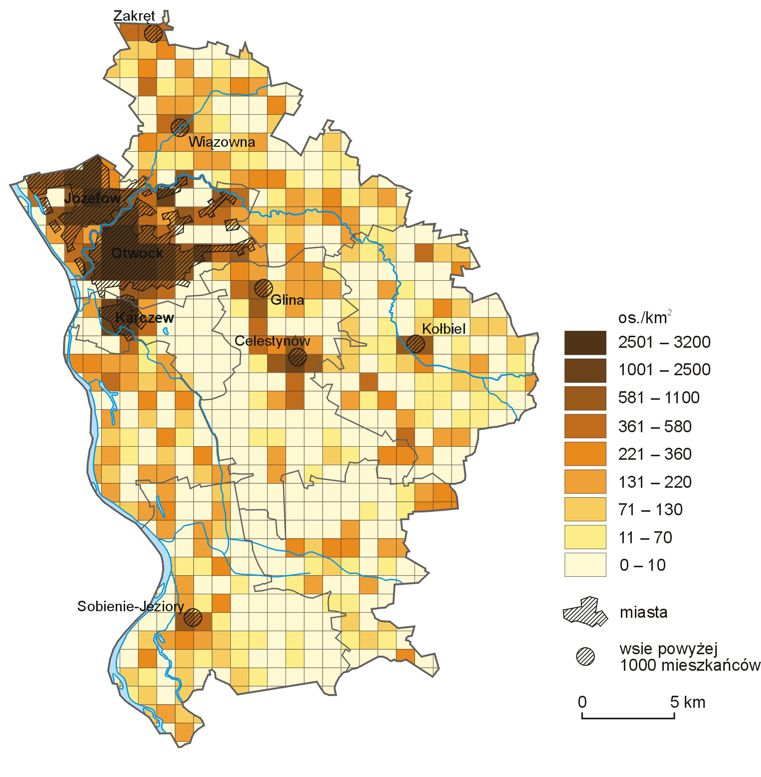
Mapa gęstości zaludnienia powiatu otwockiego w 2011 roku, według Narodowego Spisu Powszechnego 2011

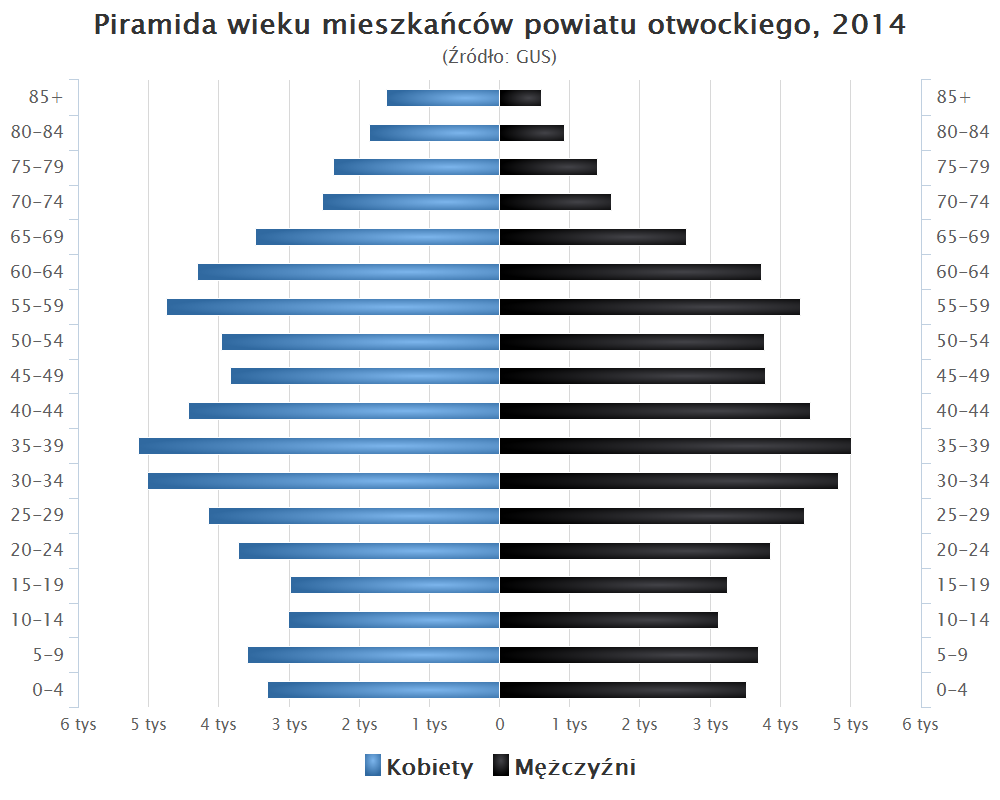
Piramida wieku mieszkańców powiatu otwockiego w 2014 roku

Liczba ludności (dane z 31 grudnia 2012):
|        | Ogółem  | Ogółem | Kobiety | Kobiety | Mężczyźni | Mężczyźni |
| osób   | %       | osób   | %       | osób    | %         |           |
| ------ | ------- | ------ | ------- | ------- | --------- | --------- |
| Ogółem | 121 977 | 100    | 63 643  | 52,18   | 58 334    | 47,82     |
| Miasto | 75 068  | 61,54  | 39 711  | 32,56   | 35 357    | 28,99     |
| Wieś   | 46 909  | 38,46  | 23 932  | 19,62   | 22 977    | 18,84     |

▶Wieś vs ▶miasto
Ogółem (▶k, ▶m)
Miasto (▶k, ▶m)
Wieś (▶k, ▶m)

## Władze powiatu
| Przewodniczący Rady Powiatu: - Zofia Szymańska-Avakumović (1998–2002) - Juliusz Minakowski (2002–2005) - Krzysztof Szczegielniak (2005-2010) - Tomasz Tadeusz Atłowski (2010-2014) - Dariusz Grzegorz Grajda (2014-2018) - Piotr Mateusz Kudlicki (2018-2020) - Grażyna Dorota Kilbach (od 2020) Wiceprzewodniczący Rady Powiatu: - Andrzej Szaciłło (1998-2002) - Robert Rataj (2002-2006) - Jerzy Sabała (2002-2006) - Krystyna Kaczorek (2006-2010) - Zbigniew Rak (2006-2010) - Andrzej Szaciłło (2010-2014) - Jacek Czarnowski (2010-2014) - Barbara Markowska (2014-2018) - Grażyna Dorota Kilbach (2018-2020) - Grażyna Olszewska (2018-2024) - Roman Srebnicki (2020-2024) - Mateusz Krzysztof Rojek (od 2024) - Tomasz Wyglądała (od 2024) | Starostowie Powiatu Otwockiego: - Jarosław Kozłowski (1998–2002) - Mirosław Pszonka (2002–2006) - Krzysztof Boczarski (2006-2010) - Bogumiła Więckowska (2010-2014) - Mirosław Pszonka (2014-2018) - Cezary Łukaszewski (2018-2020) - Krzysztof Szczegielniak (2020-2024) - Tomasz Bogumił Laskus (od 2024) Wicestarostowie Powiatu Otwockiego: - Waldemar Sitek (1998-2002) - Janusz Krupa (2002-2006) - Mirosław Pszonka (2006-2010) oraz (2010-2014) - Paweł Rupniewski (2014-2018) - Krzysztof Kłósek (2018-2020) - Paweł Zawada (2020-2024) - Dariusz Olszewski (od 2024) | Członkowie Zarządu Powiatu Otwockiego: - Jolanta Koczorowska (1998-2002) - Zygmunt Semeniuk (1998-2002) - Krzysztof Skolimowski (1998-2002) - Tomasz Grzanka (1998-2002) oraz (2002-2006) - Krzysztof Boczarski (2002-2006) - Krzysztof Piotrowski (2002-2006) - Artur Brodowski (2006-2010) - Dariusz Grajda (2006-2010) - Grzegorz Michalczyk (2006-2010) oraz (2010-2014) - Janusz Budny (2010-2014) - Krzysztof Szczegielniak (2010-2014) - Aneta Bartnicka (2014-2018) - Krzysztof Boczarski (2014-2018) - Roman Zdunik (2014-2018) - Stanisław Kruszewski (2018-2020) - Grzegorz Michalczyk (2018-2020) - Krzysztof Olszewski (2018-2020) - Kinga Błaszczyk (2020-2024) - Grzegorz Michalczyk (2020-2024) - Dariusz Kołodziejczyk (2020-2024) - Paweł Walo (od 2024) - Michał Margielski (od 2024) - Robert Marek Kosiński (od 2024) |

## Sąsiednie powiaty
Powiaty sąsiadujące z powiatem otwockim to: Warszawa Powiat piaseczyński, Powiat miński, Powiat garwoliński i Powiat grójecki.